# Draconian Times
 (décembre 2019).
Albums de Paradise Lost
Icon
(1993) One Second
(1997)
Singles
1. The Last Time
Sortie : 8 mai 1995
2. Forever Failure
Sortie : 25 septembre 1995

Draconian Times est le cinquième album du groupe de death doom et de metal gothique britannique Paradise Lost, sorti en 1995.

## Présentation
L'album est réédité, en septembre 2012, dans un coffret intitulé Original Album Classics, avec les albums Shades of God et Icon.
Deux morceaux, The Last Time et Forever Failure, sont publiés en tant que singles, accompagnés de vidéos musicales. Ces deux titres se sont placés dans les charts en Europe.
Les samples de monologue sur Forever Failure sont des paroles de Charles Manson, extraits du documentaire The Man Who Killed the 60s.
Lors de l'enregistrement de Draconian Times, une chanson intitulée Another Desire est écrite mais elle n'est pas retenue dans la composition finale de l'album, ni dans les rééditions. Elle est, toutefois, incluse sur le single Forever Failure.
Cet album est joué, dans son intégralité, dans sa version live intitulée Draconian Times MMXI.

## Liste des titres
Toutes les chansons sont écrites et composées par Gregor Mackintosh et Nick Holmes, sauf annotations.
| 1.    | Enchantment                                                        | 6:05 |
| 2.    | Hallowed Land                                                      | 5:03 |
| 3.    | The Last Time                                                      | 3:27 |
| 4.    | Forever Failure                                                    | 4:18 |
| 5.    | Once Solemn                                                        | 3:04 |
| 6.    | Shadowkings                                                        | 4:42 |
| 7.    | Elusive Cure                                                       | 3:21 |
| 8.    | Yearn for Change (Mackintosh, Lee Morris, Holmes, Steve Edmondson) | 4:19 |
| 9.    | Shades of God                                                      | 3:55 |
| 10.   | Hands of Reason                                                    | 3:58 |
| 11.   | I See Your Face (Aaron Aedy, Mackintosh, Holmes)                   | 3:17 |
| 12.   | Jaded                                                              | 3:27 |
| 48:55 |                                                                    |      |

| Titres bonus - Édition Japon (Music for Nations, 7 juin 1995) | Titres bonus - Édition Japon (Music for Nations, 7 juin 1995) | Titres bonus - Édition Japon (Music for Nations, 7 juin 1995) | Titres bonus - Édition Japon (Music for Nations, 7 juin 1995) | Titres bonus - Édition Japon (Music for Nations, 7 juin 1995) | Titres bonus - Édition Japon (Music for Nations, 7 juin 1995) | Titres bonus - Édition Japon (Music for Nations, 7 juin 1995) | Titres bonus - Édition Japon (Music for Nations, 7 juin 1995) | Titres bonus - Édition Japon (Music for Nations, 7 juin 1995) | Titres bonus - Édition Japon (Music for Nations, 7 juin 1995) |
| No                                                            | Titre                                                         | Durée                                                         |                                                               |                                                               |                                                               |                                                               |                                                               |                                                               |                                                               |
| ------------------------------------------------------------- | ------------------------------------------------------------- | ------------------------------------------------------------- | ------------------------------------------------------------- | ------------------------------------------------------------- | ------------------------------------------------------------- | ------------------------------------------------------------- | ------------------------------------------------------------- | ------------------------------------------------------------- | ------------------------------------------------------------- |
| 13.                                                           | Walk Away                                                     | 3:24                                                          |                                                               |                                                               |                                                               |                                                               |                                                               |                                                               |                                                               |
| 14.                                                           | Laid to Waste                                                 | 3:16                                                          |                                                               |                                                               |                                                               |                                                               |                                                               |                                                               |                                                               |
| 15.                                                           | Master of Misrule                                             | 3:07                                                          |                                                               |                                                               |                                                               |                                                               |                                                               |                                                               |                                                               |
| 58:43                                                         |                                                               |                                                               |                                                               |                                                               |                                                               |                                                               |                                                               |                                                               |                                                               |

| Titres bonus - Réédition États-Unis (Koch Records, 2002) | Titres bonus - Réédition États-Unis (Koch Records, 2002) | Titres bonus - Réédition États-Unis (Koch Records, 2002) | Titres bonus - Réédition États-Unis (Koch Records, 2002) | Titres bonus - Réédition États-Unis (Koch Records, 2002) | Titres bonus - Réédition États-Unis (Koch Records, 2002) | Titres bonus - Réédition États-Unis (Koch Records, 2002) | Titres bonus - Réédition États-Unis (Koch Records, 2002) | Titres bonus - Réédition États-Unis (Koch Records, 2002) | Titres bonus - Réédition États-Unis (Koch Records, 2002) |
| No                                                       | Titre                                                    | Durée                                                    |                                                          |                                                          |                                                          |                                                          |                                                          |                                                          |                                                          |
| -------------------------------------------------------- | -------------------------------------------------------- | -------------------------------------------------------- | -------------------------------------------------------- | -------------------------------------------------------- | -------------------------------------------------------- | -------------------------------------------------------- | -------------------------------------------------------- | -------------------------------------------------------- | -------------------------------------------------------- |
| 13.                                                      | How Soon Is Now? (reprise des Smiths)                    | 4:34                                                     |                                                          |                                                          |                                                          |                                                          |                                                          |                                                          |                                                          |
| 14.                                                      | Fear                                                     | 3:08                                                     |                                                          |                                                          |                                                          |                                                          |                                                          |                                                          |                                                          |
| 56:38                                                    |                                                          |                                                          |                                                          |                                                          |                                                          |                                                          |                                                          |                                                          |                                                          |

## Crédits
| - Nick Holmes : chant - Gregor Mackintosh : guitare solo, guitare acoustique - Aaron Aedy : guitare rythmique, guitare acoustique - Stephen Edmondson : basse - Lee Morris : batterie, percussions - Andrew Holdsworth : claviers | - Production : Simon Efemey - Mixage : Pete Coleman, Simon Efemey - Ingénierie : Pete Coleman - Ingénierie (assistants) : Andy Griffin, Phil Luff, Phil Wood - Mastering : Kevin Metcalfe - Arrangements (chœurs) : Guildford Dead Boys Choir - Illustrations, photographie : Holly Warburton - Design : Stylorouge |

## Classements
| Classement (1995)                  | Mailleure position |
| ---------------------------------- | ------------------ |
| Allemagne (Media Control AG)       | 15                 |
| Autriche (Ö3 Austria Top 40)       | 21                 |
| Belgique (Flandre Ultratop)        | 24                 |
| Belgique (Wallonie Ultratop)       | 47                 |
| Finlande (Suomen virallinen lista) | 24                 |
| Pays-Bas (Mega Album Top 100)      | 46                 |
| Suède (Sverigetopplistan)          | 16                 |
| Suisse (Schweizer Hitparade)       | 20                 |
| Royaume-Uni (UK Albums Chart)      | 16                 |